# القوات المسلحة الملكية التايلاندية
القوات الملكية التايلاندية المسلحة ّ(بالتايلاندية: กองทัพไทย) هي المؤسسة العسكرية للمملكة تايلاند وهي تتألف من الفروع: الجيش الملكي التايلاندي (بالتايلاندية: กองทัพบกไทย)، البحرية الملكية التايلاندية (بالتايلاندية: กองทัพเรือไทย, ราชนาวีไทย)، سلاح الجو الملكي التايلاندي (بالتايلاندية: กองทัพอากาศไทย)
وتتألف القوات المسلحة الملكية التايلاندية من 853,850 فرد نشط و1,540,000 فرد احتياط. والقائد الأعلى للقوات المسلحة هو الملك فاجيرالونغكورن أما القيادة التي تشرف على القوات المسلحة التايلاندية هي وزارة الدفاع التايلاندية التي يترأسها وزير الدفاع وهو عضو بمجلس الوزراء التايلاندي أما القيادة الميدانية فهي لرئاسة الأركان المتمثلة برئيس الأركان 

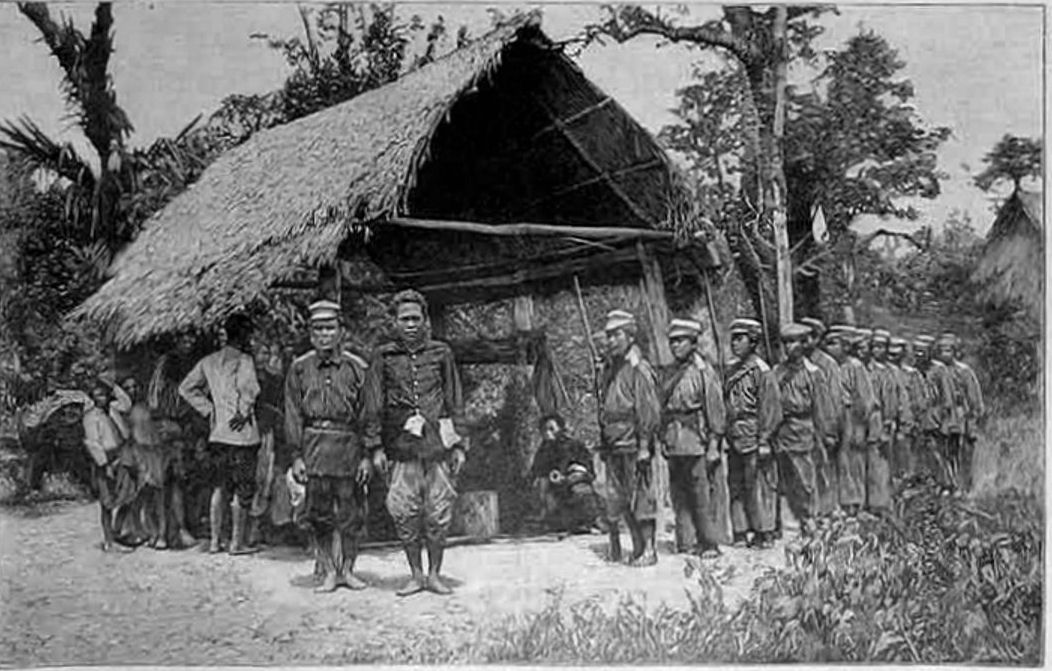
صورة لوحدة من الجيش في لاوس يعود تاريخها إلى 1893 ميلادي

## النشأة
تعود نشأة القوات الملكية التايلاندية إلى العام 1852 ميلادي بناءاً على طلب الملك راما الرابع
تحتفل القوات المسلحة الملكية التايلاندية 18 يناير بذكرى انتصار الملك ناريسوان الكبير في معركة ضد بورما في 1593 م.

## دور
الدور الرئيسي للقوات الملكية التايلاندية هو حماية السيادة للمملكة تايلاند وحماية الحدود البحرية والبرية ضد كل التهديدات الخارجية والداخلية على حدٍّ سواء  وهناك أدوار أخرى للقوات المسلحة تتركز في برامج التنمية الاجتماعية من خلال برامج الحكومة المدنية وكذلك المساعدة في الكوارث الطبيعة ومكافحة المخدرات .

## الجيش التايلاندي
الجيش الملكي التايلاندي (بالتايلاندية: กองทัพบกไทย) هو الجيش المسؤول عن حماية سيادتها. إنه أقدم وأكبر فرع من القوات المسلحة الملكية التايلاندية وقد تم تشكيل الجيش في عام 1874 ميلادي

### الحجم العسكري للجيش

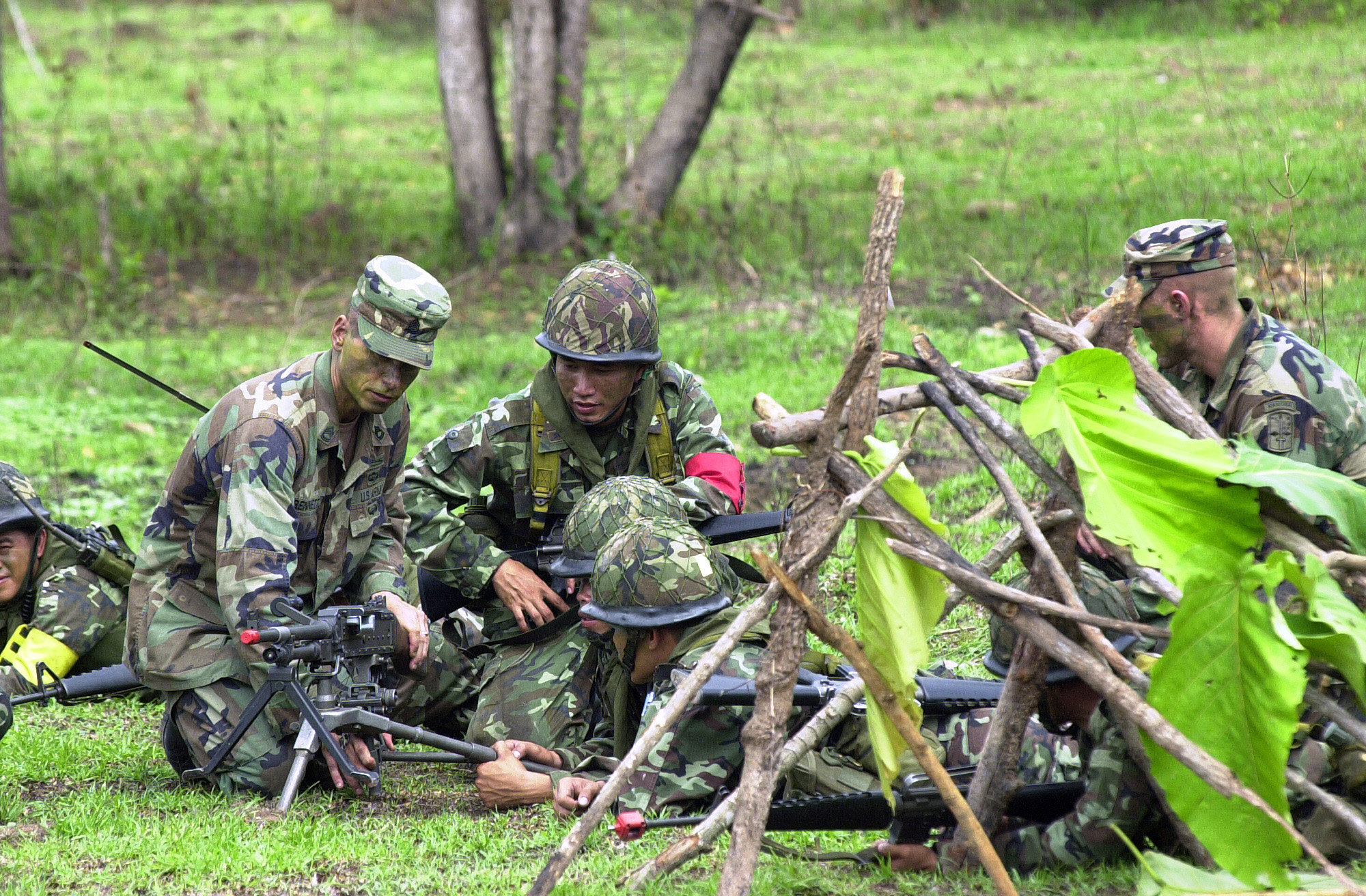
جنود تايلانديون يشاركون في تدريبات مشتركة معا الجيش الأمريكي في عام 2001م.

- 7 فرق مشاة
- 1 فرقة مدرعة
- 1 فرقة الفرسان
- 2 القوات الخاصة الانقسامات
- 1شعبة مدفعية الميدان
- 1مدفعية الدفاع الجوي شعبة

## سلاح الجو

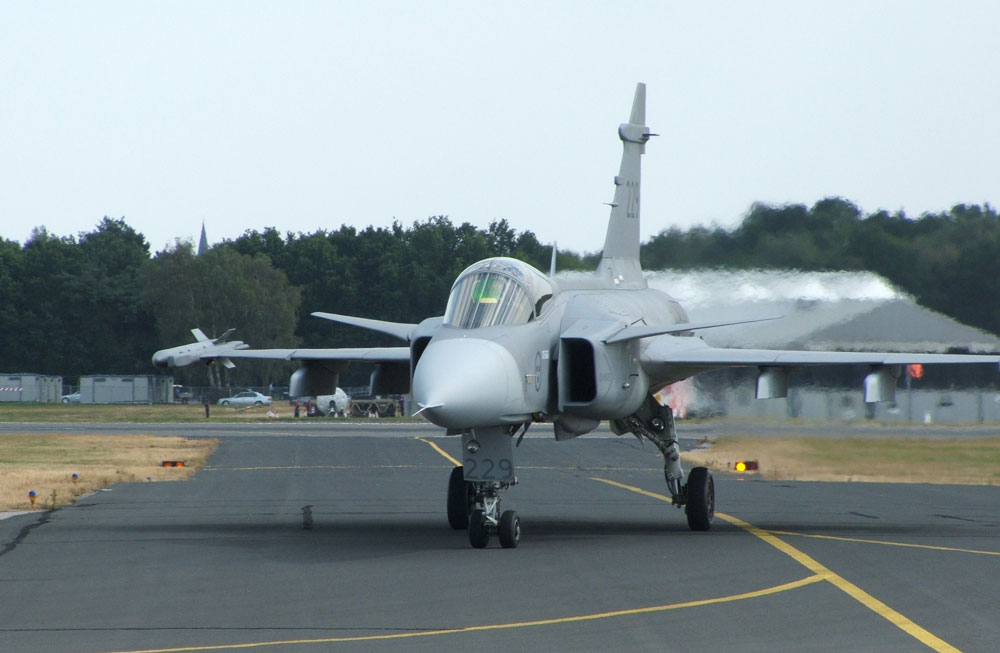
طائرة ساب جاس-39 غربين سويدية الصنع تابعة للجوية الملكية التايلاندية.

القوات الجوية الملكية التايلاندية أو RTAF (بالتايلاندية: กองทัพอากาศไทย) هي القوة الجوية لمملكة تايلاند يعود تاريخ نشأتها إلى تاريخ 28 فبراير 1912 عندما تم إرسال ثلاثة ضباط لتعلم الطيران في فرنسا التي كانت رائدة في هذا المجال بذلك الوقت وفي وقتنا الحالي يقع مقر القوات الجوية في العاصمة التايلاندية بانكوك

### الطائرات المقاتلة
تمتلك القوات الجوية التايلاندية ما يقارب 315 طائرة منها 184 طائرة مقاتلة نذكر من أهمها
| نوع الطائرة            | بلد التصنيع                | العدد | ملاحظات       |
| ---------------------- | -------------------------- | ----- | ------------- |
| طائرة ساب جاس-39 غربين | السويد                     | 12    | 8 طلبات مؤكدة |
| إف-16                  | الولايات المتحدة الأمريكية | 60    |               |
| نورثروب إف-5           | الولايات المتحدة الأمريكية | 29    |               |

## القوات البحرية

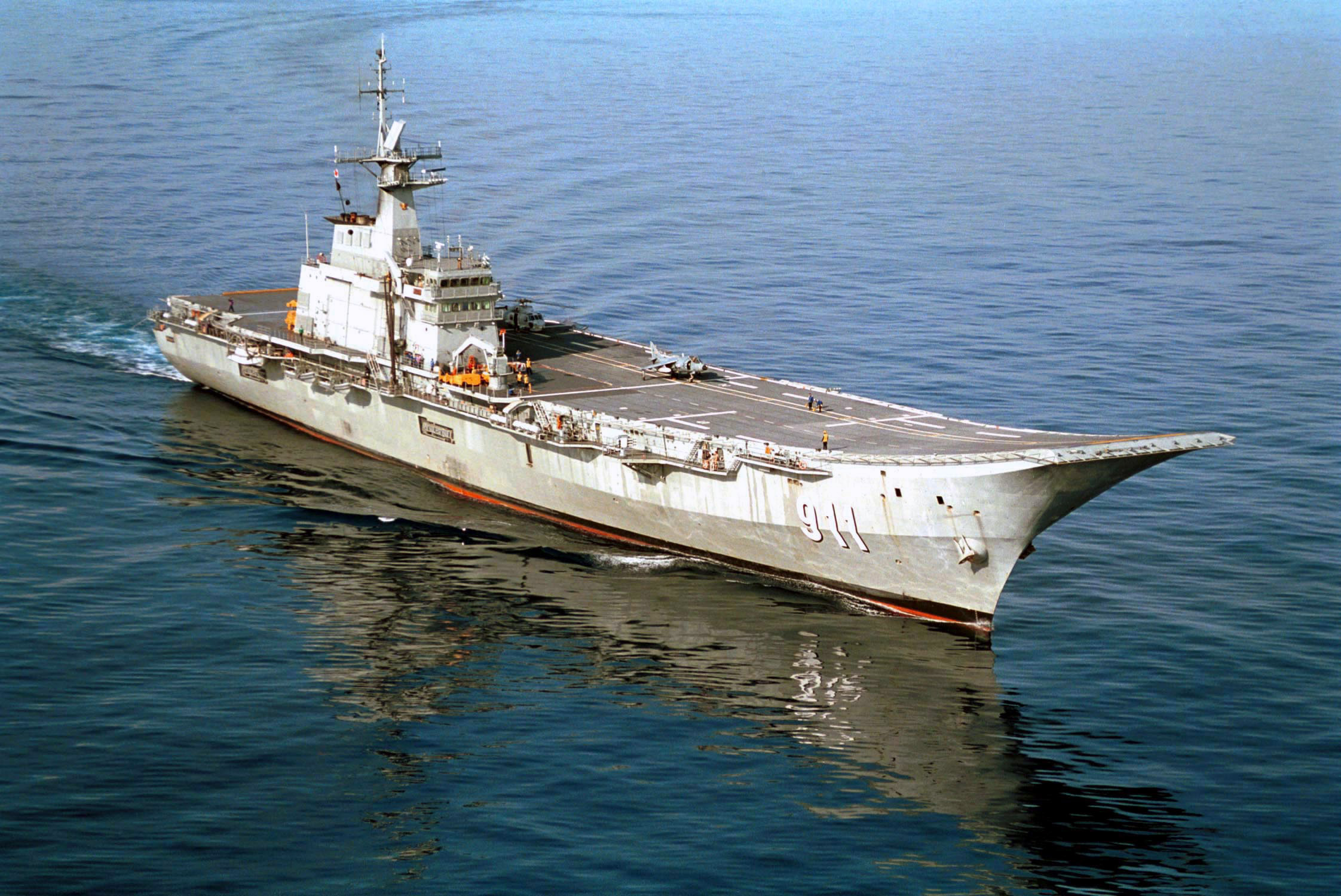
حاملة الطائرات التايلاندية تشاكري دينستي التابعة للبحرية الملكية التايلاندية.

البحرية الملكية التايلندية (بالتايلاندية: กองทัพเรือไทย, ราชนาวีไทย) تعود نشأة القوة البحرية التايلاندية إلى أواخر القرن التاسع عشر واليوم تقع القاعدة المركزية الأكبر للبحرية التايلاندية في قاعدة ستاهيب التي تبعد عن بانكوك تقديريا 200 كيلومتر والقيادة المركزية في العاصمة بانكوك وتعتبر تايلاند الدولة الوحيدة في جنوب شرق آسيا التي تملك حاملة طائرات وتقيم البحرية التايلاندية مناورات سنوية مشتركة مع البحرية الأمريكية

### حاملة الطائرات
في 27 مارس 1922 وقعت تايلاند اتفاقية مع إسبانيا لإنشاء حاملة طائرات بتكلفة إجمالية تبلغ 336,000,000 دولار أمريكي، وسُلمت الحاملة التي أطلق عليها اسم «شاكري دينستي» (بالتايلاندية: จักรีนฤเบศร) تكريماً لسلالة شاكري التي تحكم مملكة تايلاند منذ عام 1782 ميلادي وحتى وقتنا الحاضر، ونظراً لظروف الأزمة الاقتصادية التي مرت بها القارة الآسيوية في عام 1997 تم تأجيل تشغيل الحاملة شكيري وأعيد تشغيلها اعتباراً من عام 2010.